# Albert Moore

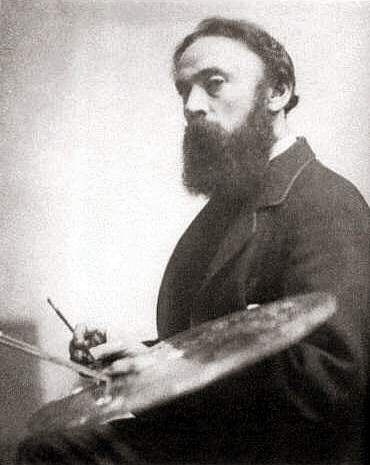
Albert Joseph Moore, 1870

Albert Joseph Moore (York, 4 september 1841 – Londen, 25 september 1893) was een Engels kunstschilder. Hij wordt wel gerekend tot de academische kunst, alsook geassocieerd met de klassieke (‘olympische’) variant van het prerafaëlisme.

## Leven en werk
Albert Moore werd geboren als zoon van de portret- en landschapsschilder William Moore uit York. Via zijn vader rolde hij op heel jonge leeftijd ook zelf - net als drie van zijn broers - het kunstenaarsvak in. Al in 1857 werden twee van zijn tekeningen geëxposeerd bij de Royal Academy of Arts, waar hij in 1858 kort studeerde. Tussen 1859 en 1870 deed hij veel decoratiewerk in kerken en maakte met name een aantal grote wandschilderingen, onder andere in de St. Albankerk te Rochdale, de Combe Abbey nabij Coventry en het Queen's Theatre in Long Acre, Londen.
Moore voltooide zijn eerste grote olieverfschilderij, Elijah's Sacrifice, in 1863, na een reis naar Rome. Onder invloed van de klassieke beeldhouwkunst enerzijds en de toentertijd in Engeland populaire prerafaëlieten anderzijds, schilderde hij in de jaren daarna een grote hoeveelheid werken gesitueerd in de oud-Griekse en Romeinse wereld, vaak vrouwen, enigszins melancholisch, met ook een zekere decadentie. Hij besteedde veel aandacht aan decoratieve details en aan het arrangeren van de belijning in bijvoorbeeld gewaden. Op een bijna obsessieve wijze streefde hij een perfecte schoonheid van vorm na. Ook viel hij op door een uitgebalanceerd, vaak complementair kleurgebruik, zoals dat bijvoorbeeld ook herkenbaar is bij Frederic Leighton, met wie hij bevriend was. Samen met Leighton en Alma Tadema wordt hij wel gerekend tot de ‘olympische’ variant van het Prerafaëlisme.
Moore overleed op 52-jarige leeftijd, in 1893 in Westminster, Londen.

## Galerij

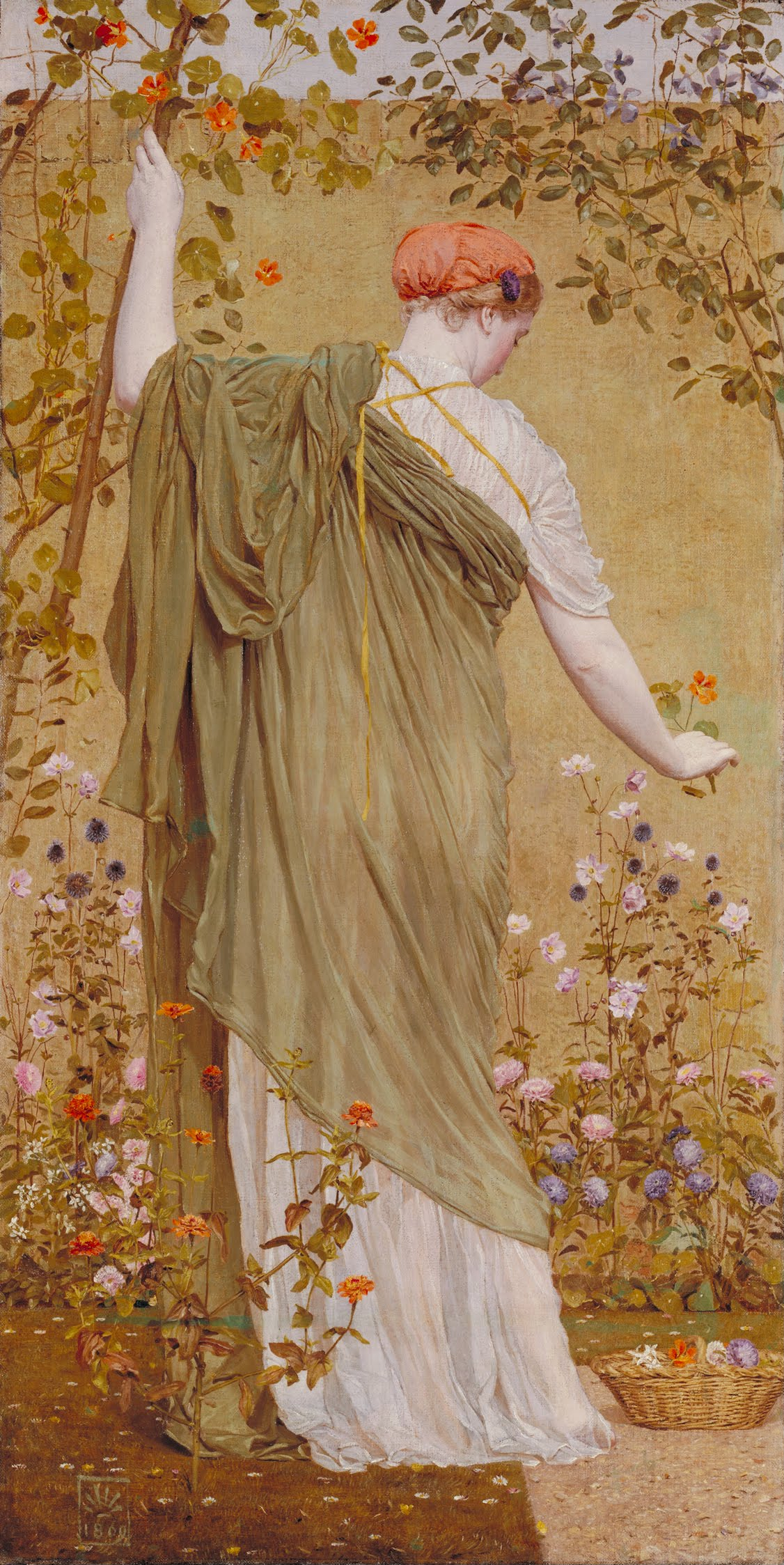
A garden (1869), Tate Britain, Londen
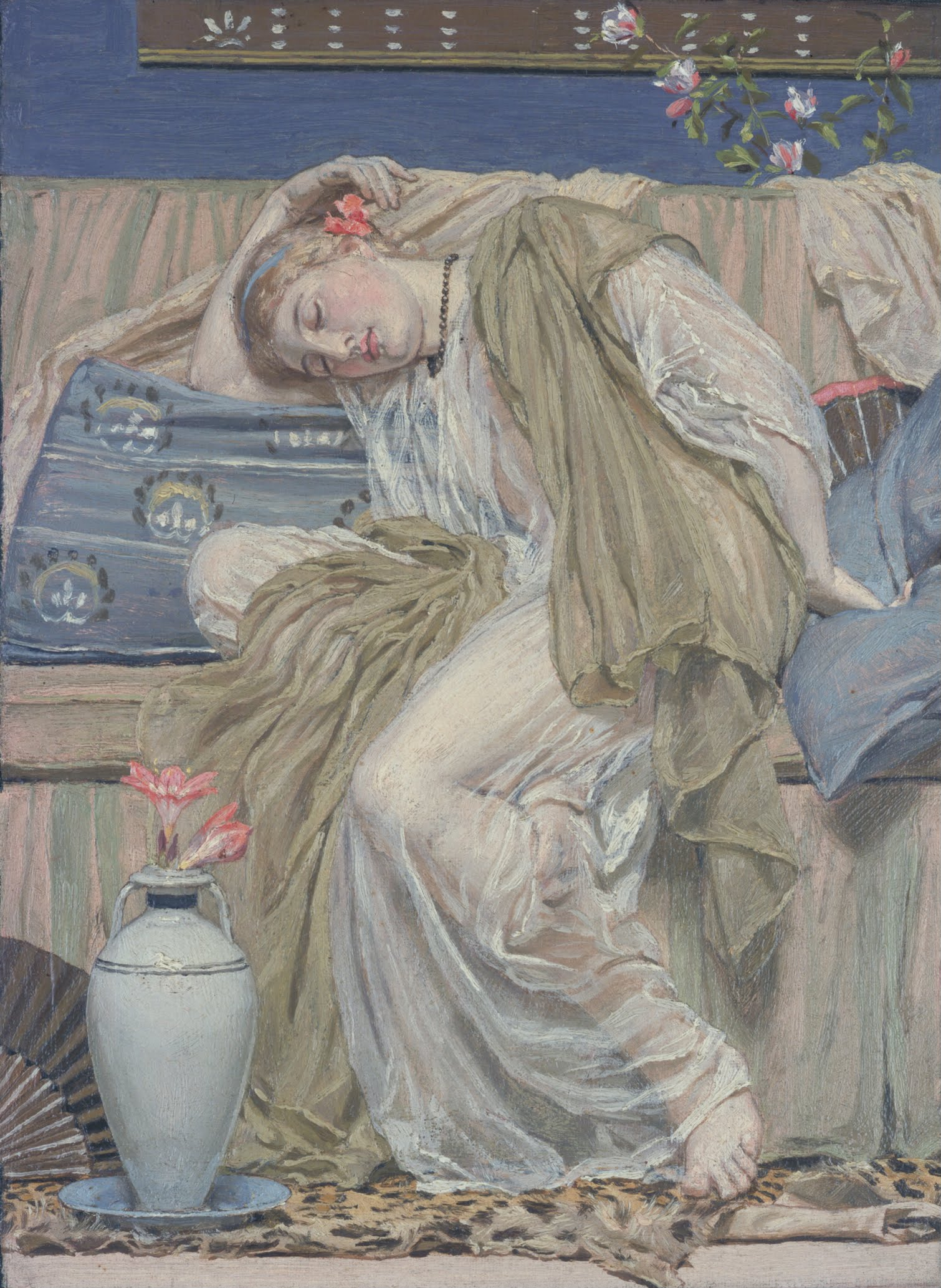
A sleeping girl (1874), Tate Britain, Londen
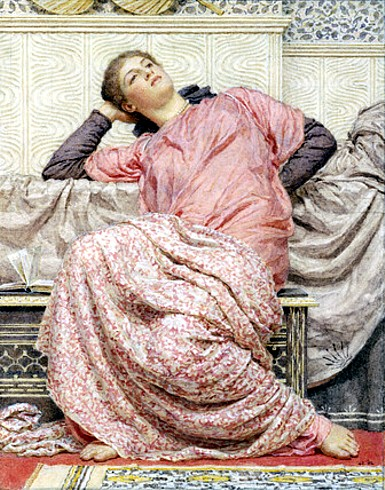
An open book (ca. 1884), Victoria & Albert Museum, Londen
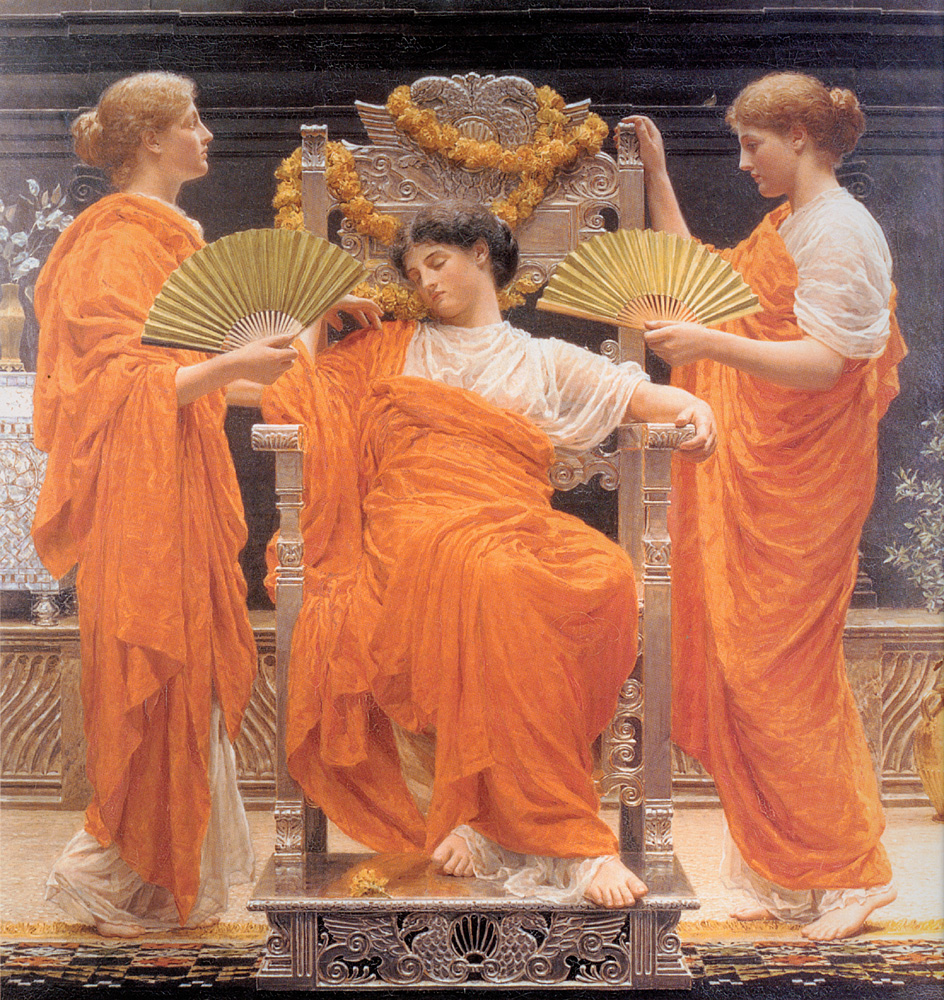
Midsummer
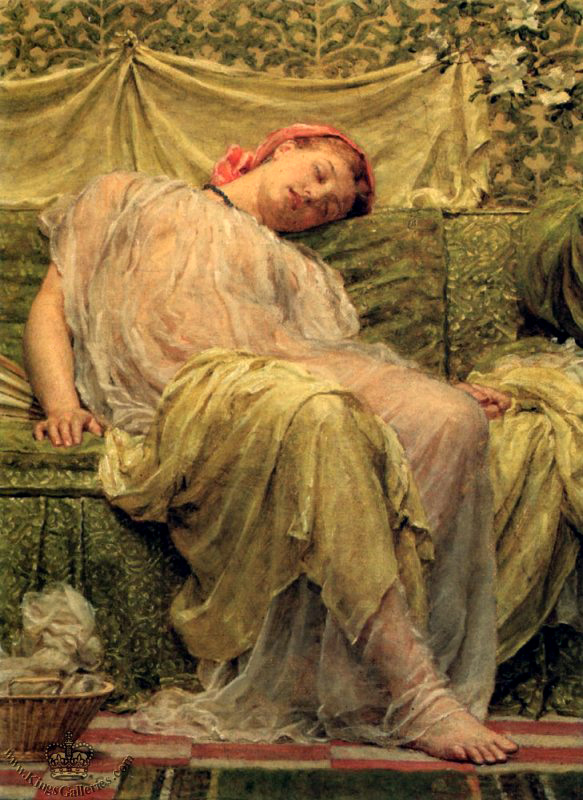
Workbasket
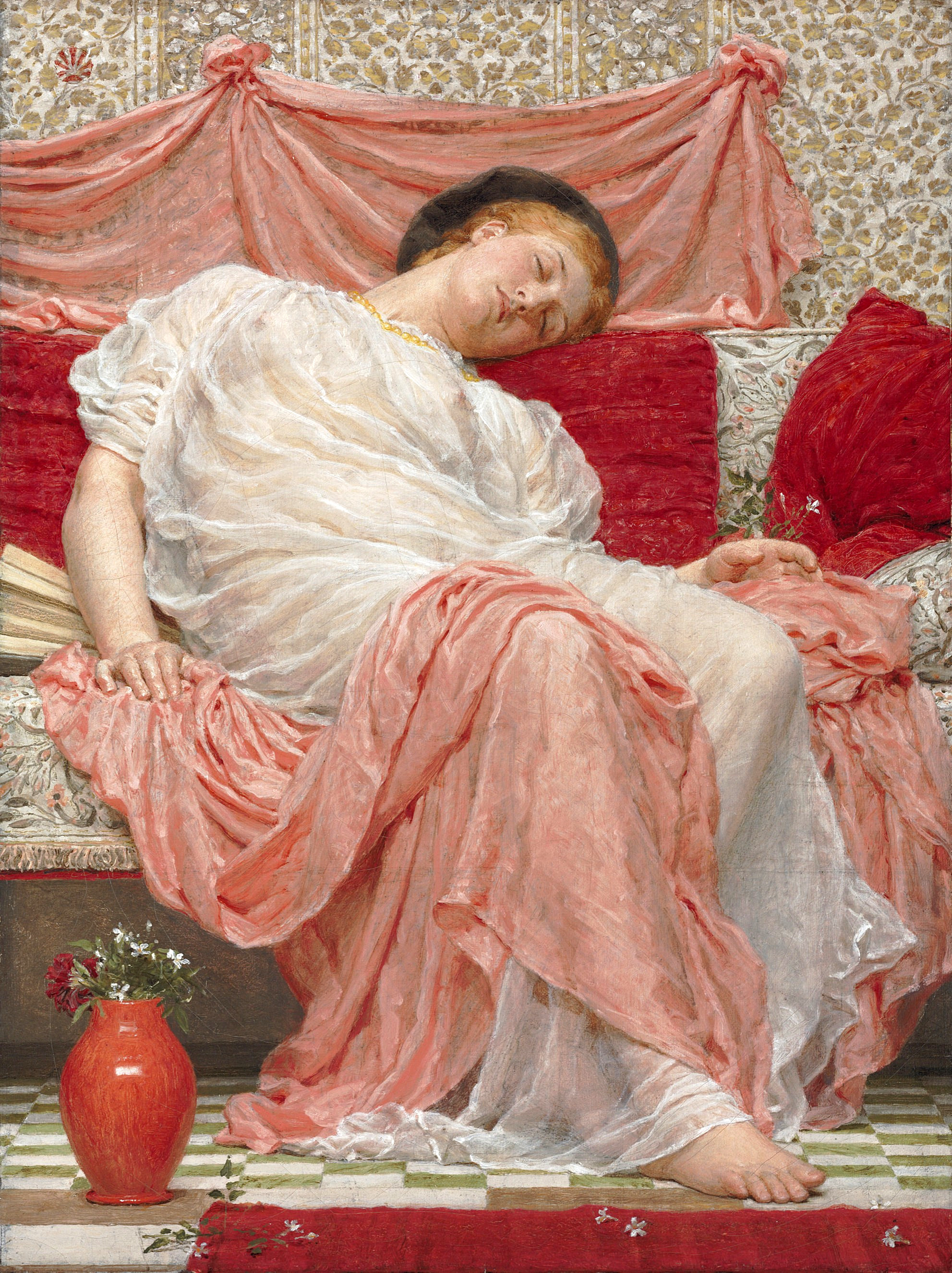
Jasmine
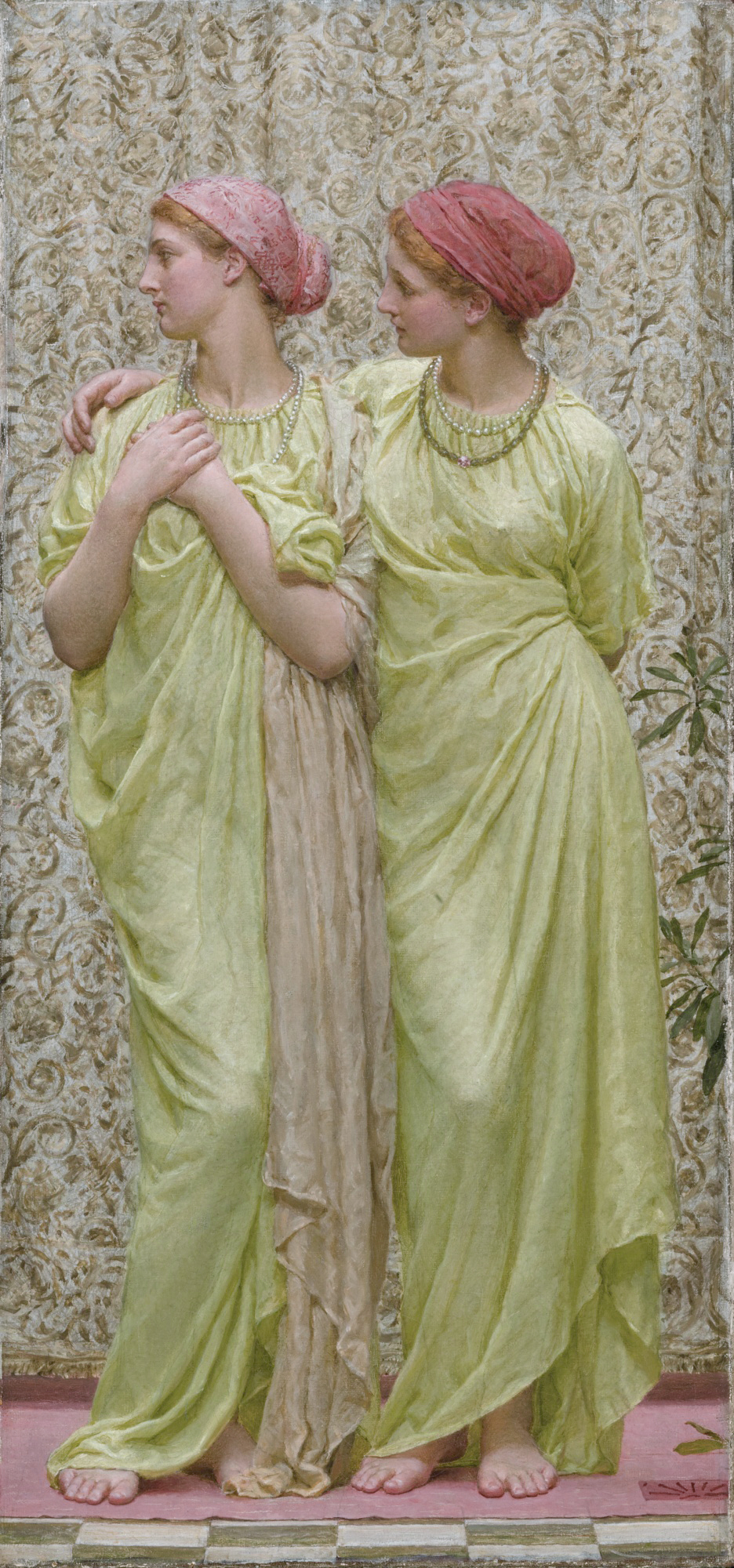
Topaz
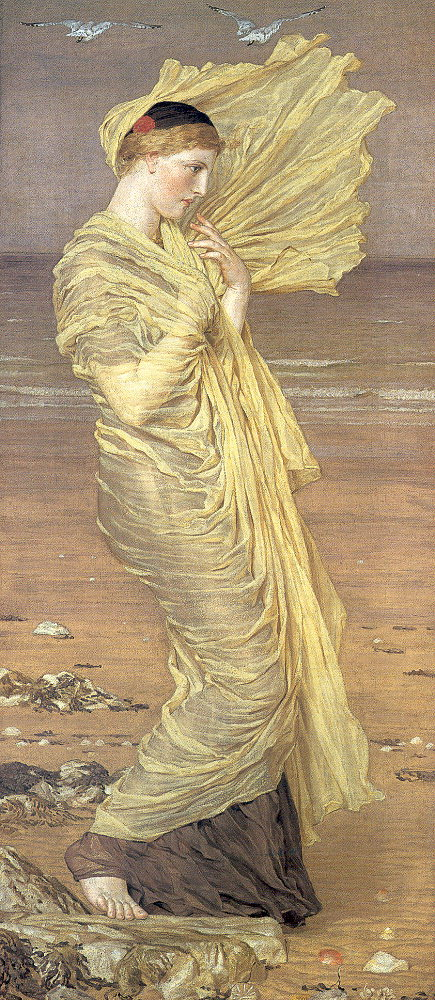
Seagulls
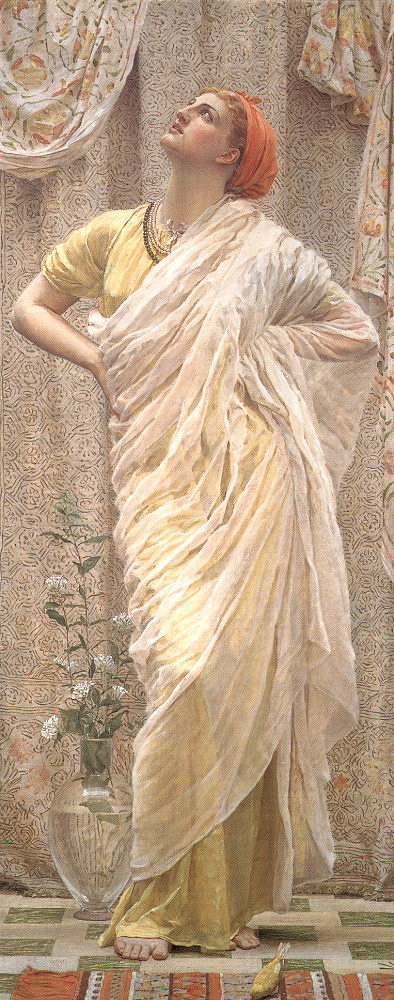
Birds
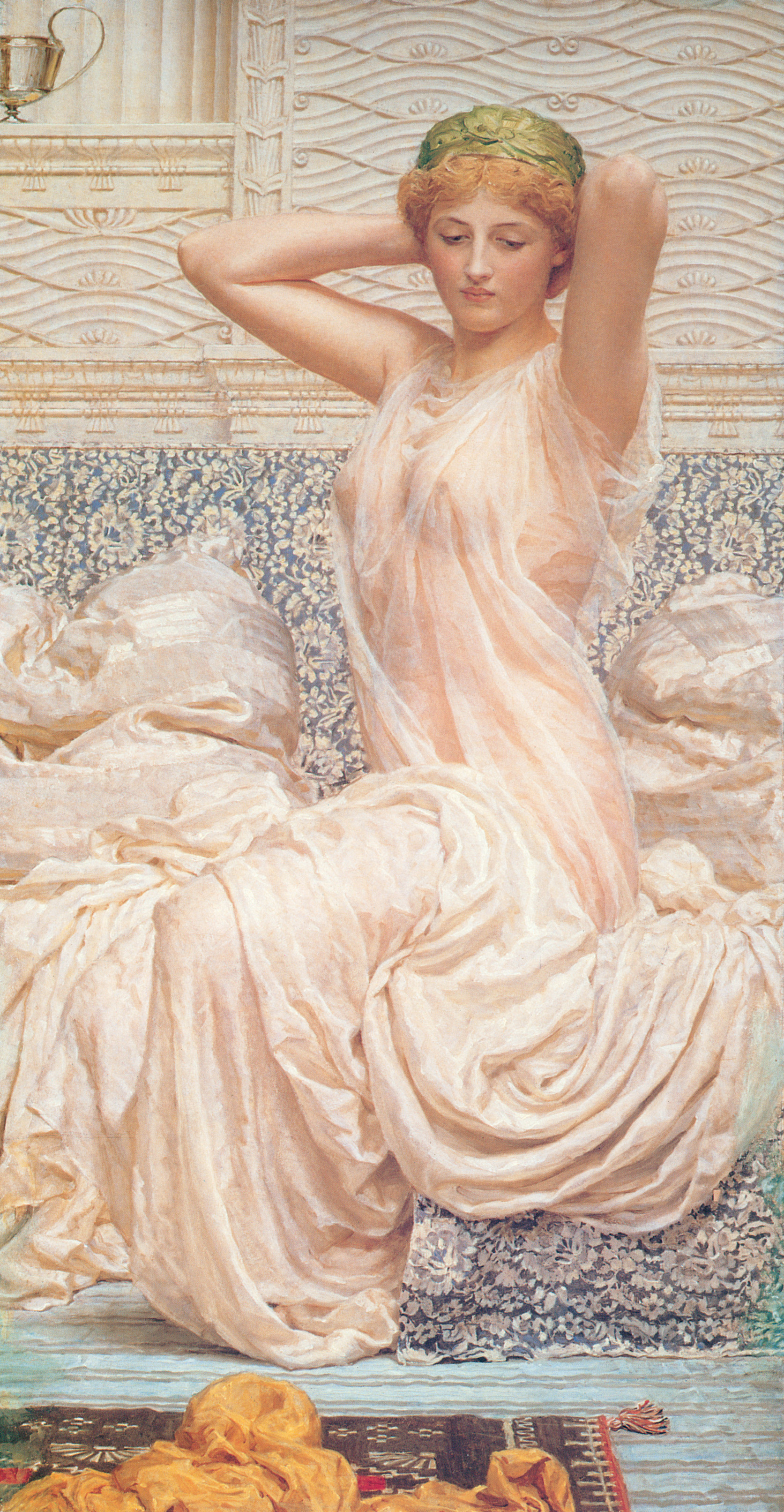
Silver